# West Ashton
West Ashton – wieś w Anglii, w hrabstwie Wiltshire. Leży 38 km na północny zachód od miasta Salisbury i 145 km na zachód od Londynu. W 2001 miejscowość liczyła 359 mieszkańców.